# Томарли (Атирауська міська адміністрація)
Томарли́ (каз. Томарлы) — село у складі Атирауської міської адміністрації Атирауської області Казахстану. Адміністративний центр Каїршахтинського сільського округу.
Населення — 18879 осіб (2021; 5036 у 2009, 3050 у 1999, 2657 у 1989).